# Kaka Khel
Kaka Khel est une ville et un union council de la province de Khyber Pakhtunkhwa au Pakistan. Le 6 décembre 2009, la police pakistanaise y mena un raid contre une cellule talibane, tuant un combattant et en capturant cinq.